# Vitex
Vitex ist eine Pflanzengattung in der Familie der Lippenblütler (Lamiaceae). Die etwa 250 Arten in tropischen, subtropischen und gemäßigt warmen Klimazonen weltweit verbreitet. Eine bekannte Art der Gattung ist der Mönchspfeffer (Vitex agnus-castus).

## Beschreibung

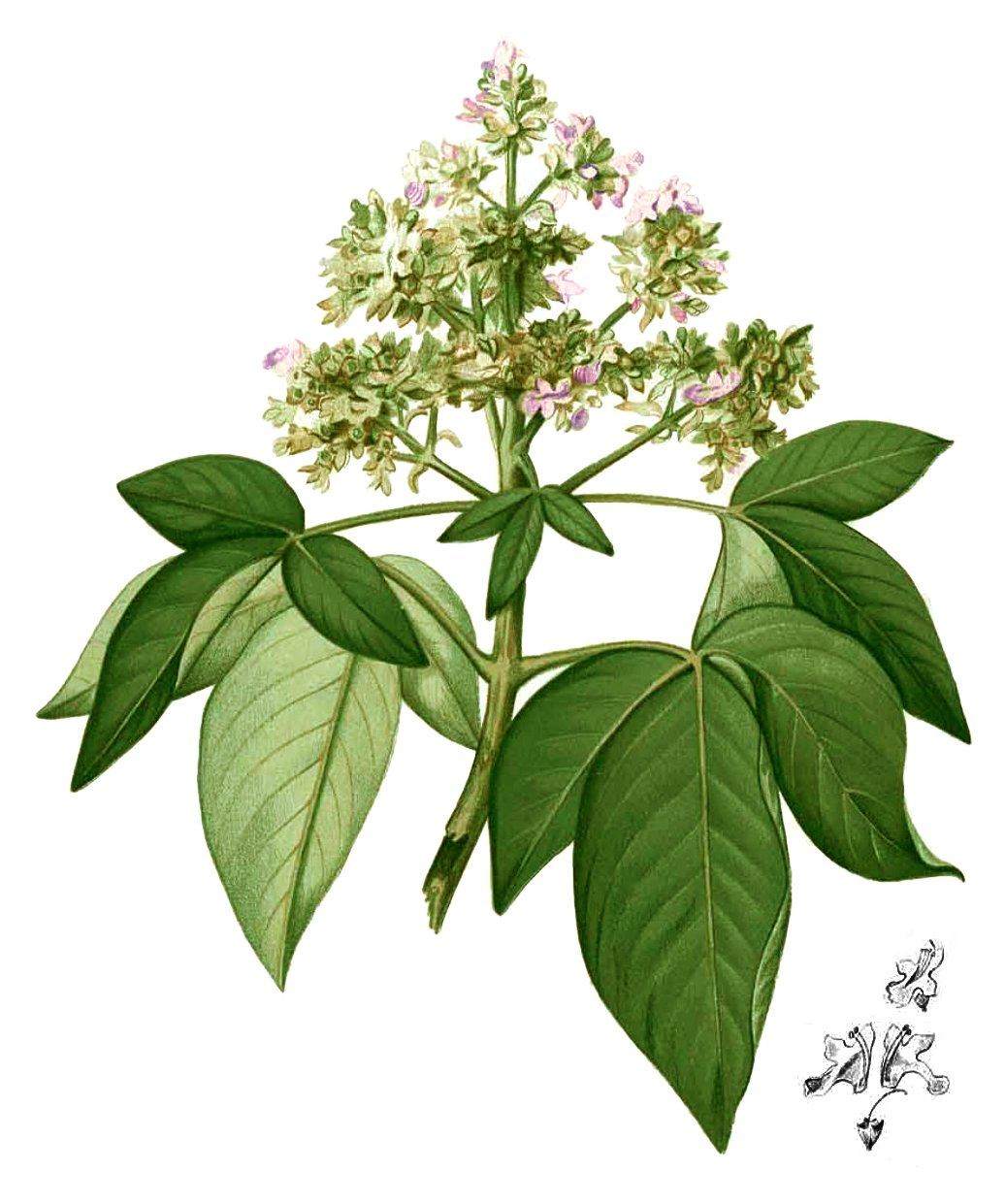
Illustration von Vitex pinnata

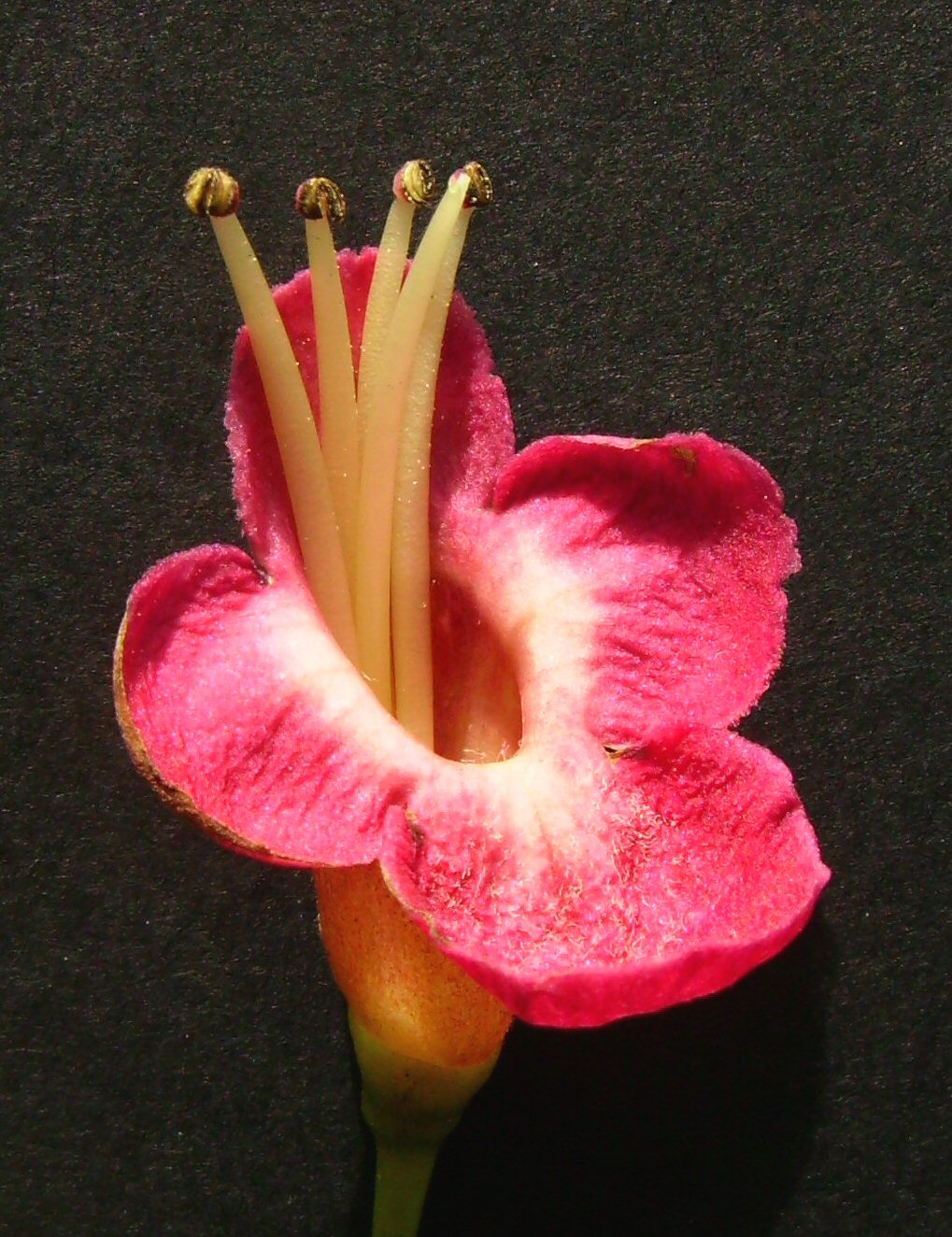
Zygomorphe Blüte von Vitex lucens

### Vegetative Merkmale
Vitex-Arten wachsen als Sträucher oder Bäume mit Wuchshöhen von 1 bis 35 Metern, selten auch als Kletterpflanzen. Die Rinde der Zweige ist glatt oder spärlich flaumig behaart.
Die gegenständig angeordneten Laubblätter sind in Blattstiel und Blattspreite gegliedert. Die Blattspreiten sind meistens handförmig gefingert mit drei oder fünf (selten ein oder sieben) Fingerblättchen. Die gestielten Fingerblättchen besitzen glatte, gezähnte, gesägte oder eingeschnittene Ränder. Es sind keine Nebenblätter vorhanden.

### Generative Merkmale
Die end- oder seitenständigen, zymösen, thyrsoiden oder rispigen Blütenstände besitzen meist kleine, oft früh abfallende Tragblätter.
Die zwittrigen Blüten sind zygomorph und oft relativ klein, meist mit doppelter Blütenhülle (Perianth). Die meist fünf Kelchblätter sind glocken-, trichterförmig oder röhrig verwachsen. Die meist fünf weißen, blauen, violetten oder gelblichen Kronblätter bilden eine zweilippige Krone. Die Unterlippe ist dreilappig, wobei der Mittellappen stark verlängert ist. Die Oberlippe ist zweilappig. Es sind vier Staubblätter vorhanden, sie können manchmal über die Krone ragen. Der Fruchtknoten enthält in jeder seiner zwei bis vier Kammern nur ein oder zwei Samenanlagen. Der dünne Griffel endet in einer zweispaltigen Narbe.

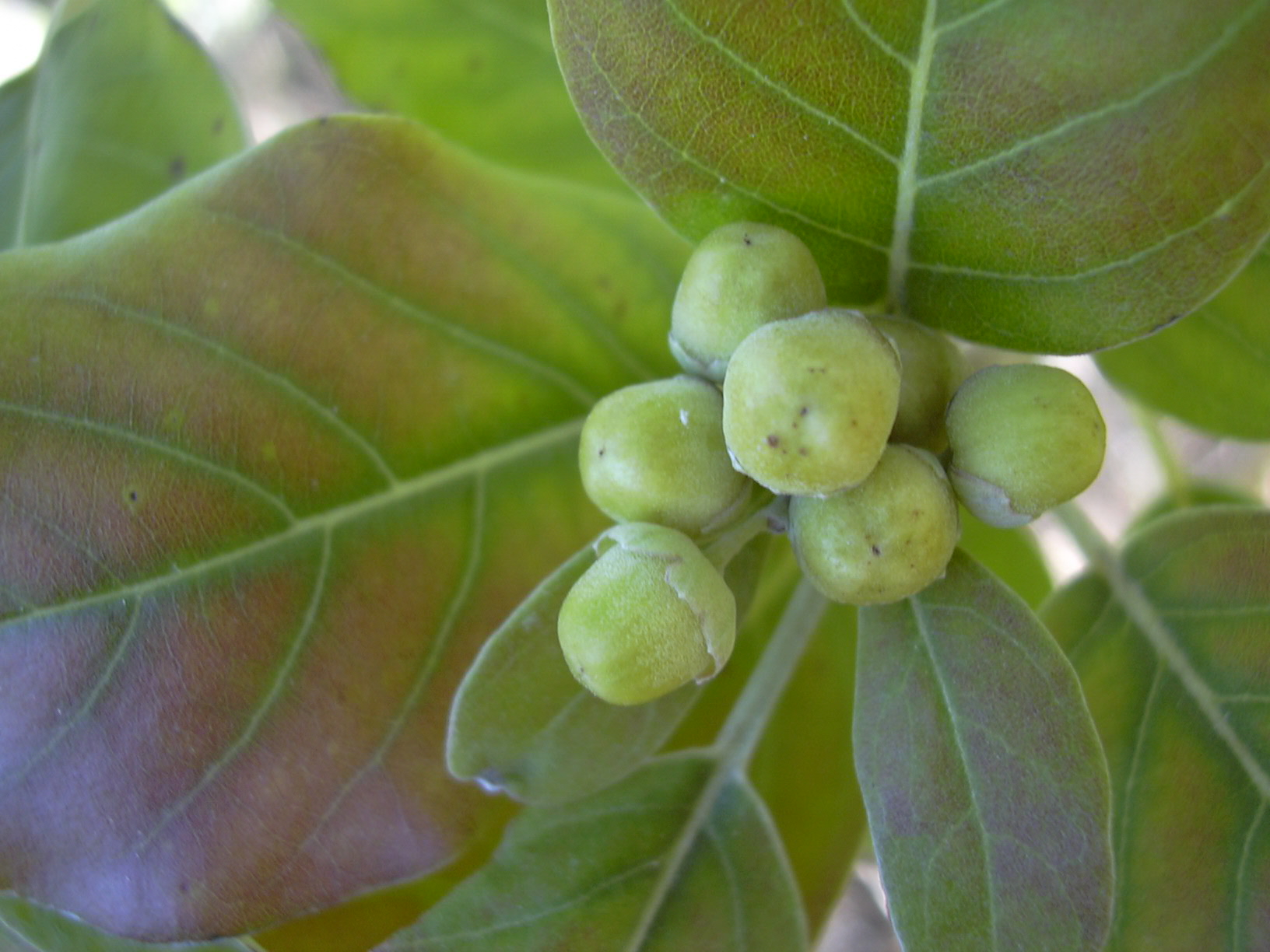
Früchte von Vitex trifolia, auch der Kelch ist gut erkennbar.

Die kleine und kugelige bis eiförmige oder verkehrt-eiförmige Steinfrucht ist vom vergrößerten Kelch umhüllt und enthält normalerweise in ihren vier Kammern je einen harten Kern mit einem Samen. aber manchmal ist nur ein Teil davon ausbildet und man findet dafür Hohlräume. Das Endokarp ist hart und das Mesokarp ist üblicherweise fleischig. Die verkehrt-eiförmig bis länglichen Samen enthalten meist fleischige Keimblätter (Kotyledonen), aber kein Endosperm.

## Systematik und Verbreitung
Der Gattungsname Vitex wurde 1753 durch Carl von Linné in Species Plantarum, 2, S. 638 aufgestellt. 1925 wurde als Lectotypus Vitex agnus-castus L. festgelegt. Synonyme für Vitex L. sind: Macrostegia Nees, Neorapinia Moldenke, Paravitex H.R.Fletcher, Tsoongia Merr., Viticipremna H.J.Lam.
Die Gattung Vitex wurde früher zur Familie der Eisenkrautgewächse (Verbenaceae) gestellt. Die Umgliederung in die Familie der Lippenblütler (Lamiaceae) ist neueren Datums; in dieser Familie steht sie in der Unterfamilie der Viticoideae.
Die Gattung Vitex ist in tropischen, subtropischen und gemäßigt warmen Klimazonen weltweit verbreitet. Auf Madagaskar kommen etwa 40 Arten vor, 38 davon nur dort. In China kommen etwa 15 Arten vor.
| - Vitex acuminata R.Br.: Sie ist im nördlichen Australien verbreitet. - Vitex acunae Borhidi & O.Muñiz: Dieser Endemit kommt auf Kuba nur auf der Guanacahabibes-Halbinsel in der Provinz Pinar del Río vor. - Vitex agelaeifolia Mildbr. ex Piep.: Sie ist im tropischen westlichzentralen Afrika verbreitet. - Mönchspfeffer (Vitex agnus-castus L., Syn.: Vitex latifolia Mill., Vitex verticillata Lam., Vitex integra Medik., Vitex lupinifolia Salisb., Vitex agnus Stokes, Vitex agnus-castus var. latifolia (Mill.) Loudon, Vitex robusta Lebas, Vitex agnus-castus var. laciniosa Ces., Vitex agnus-castus var. caerulea Rehder, Vitex agnus-castus subsp. haussknechtii Bornm., Vitex agnus-castus var. pseudonegundo Hausskn., Vitex haussknechtii (Bornm.) D.Prain, Vitex pseudonegundo (Hausskn.) Hand.-Mazz., Vitex agnus-castus var. serrata Moldenke, Vitex hybrida Moldenke) - Vitex ajugiflora Dop: Sie kommt in Vietnam vor. - Vitex altissima L. f.: Sie ist im tropischen Asien verbreitet. - Vitex amaniensis W.Piep.: Sie kommt in Tansania und Simbabwe vor. - Vitex angolensis Gürke: Sie kommt von Angola bis zum nördlichen Namibia vor. - Vitex aurea Moldenke: Sie kommt in Madagaskar nur in der nördlichen Provinz Antsiranana vor. - Vitex axillariflora (Merr.) Bramley (Syn.: Tsoongia axillariflora Merr.): Sie war einzige Art der monotypischen Gattung Tsoongia Merr. und wurde 2009 in die Gattung Vitex gestellt. Sie ist im südlichen China (Guangdong, Guangxi, Hainan, südöstliches Yunnan), in Myanmar und Vietnam verbreitet. - Vitex befotakensis Moldenke: Sie ist in Madagaskar in den Provinzen Fianarantsoa, Toamasina, Toliara verbreitet. - Vitex benuensis Engl. ex W.Piep.: Sie kommt in Kamerun vor. - Vitex beraviensis Vatke: Die zwei Varietäten und zwei Formen sind in Madagaskar verbreitet. - Vitex betsiliensis Humbert: Die zwei Unterarten kommen in Madagaskar nur in der zentralen Provinz Antananarivo vor: - Vitex betsiliensis subsp. barorum Humbert - Vitex betsiliensis subsp. betsiliensis - Vitex bogalensis Wernham: Sie kommt nur in Kamerun vor. - Vitex bojeri Schauer (Syn.: Vitex ferruginea Schumach. & Thonn.): Die zwei Varietäten kommen in Madagaskar vor. - Vitex bracteata Scott-Elliot: Sie kommt in Madagaskar nur in der südlichen Provinz Toliara vor. - Vitex brevilabiata Ducke: Sie ist im nördlichen Brasilien verbreitet. - Vitex brevipetiolata Moldenke: Sie ist im nordöstlichen Brasilien verbreitet. - Vitex buchananii Baker ex Gürke: Das Verbreitungsgebiet reicht von Tansania bis zum südlichen tropischen Afrika. - Vitex buchneri Gürke: Sie kommt in der Demokratischen Republik Kongo und Angola vor. - Vitex burmensis Moldenke: Sie ist in Myanmar (daher das Artepitheton) in Tibet und in den chinesischen Provinzen Guangxi sowie Guizhou, Yunnan verbreitet. - Vitex caespitosa Exell: Sie kommt in Angola vor. - Vitex calothyrsa Sandwith: Sie ist von Kolumbien und Venezuela bis ins nördliche Brasilien verbreitet. - Vitex canescens Kurz: Das Verbreitungsgebiet reicht von Indien, Laos, Kambodscha, Myanmar, China, Vietnam und Thailand bis Malaysia. Ihr Holz wird genutzt und die medizinischen Wirkungen wurden untersucht. - Vitex capitata Vahl: Sie ist im tropischen Südamerika verbreitet und kommt auf den Inseln Trinidad sowie Tobago vor. - Vitex carbunculorum W.W.Sm. & Ramaswamy: Die Heimat ist Myanmar und Thailand. - Vitex cauliflora Moldenke: Sie kommt in drei Varietäten in Madagaskar in den Provinzen Antsiranana sowie Toamasina vor: - Vitex cauliflora var. cauliflora - Vitex cauliflora var. longifolia Moldenke - Vitex cauliflora var. villosissima Moldenke - Vitex cestroides Baker: Sie soll in Madagaskar vorkommen. - Vitex chapelieri (Baill.) Capuron ex Callm.: Sie kommt an wenigen Fundorten in Madagaskar in den Provinzen Antsiranana sowie Toamasina vor. - Vitex chrysleriana Moldenke: Sie kommt im brasilianischen Bundesstaat Minas Gerais vor. - Vitex chrysocarpa Planch.: Das Verbreitungsgebiet reicht vom tropischen Westafrika bis Sambia. - Vitex chrysomallum Steud. (Syn.: Vitex aurata Hils. & Bojer, Vitex coriacea Schlechter ex Pieper, Vitex melleri Baker): Sie kommt in drei Varietäten an der Küste Madagaskars vor. - Vitex ciliata Pierre ex Pellegr.: Sie ist im westlichen und zentralen tropische Afrika verbreitet. - Vitex clementis Britton & P.Wilson: Sie kommt nur im östlichen Kuba vor. - Vitex cochinchinensis Dop: Die Heimat ist Laos, Vietnam und das nordöstliche Thailand. - Vitex cofassus Reinw. ex Blume: Das Verbreitungsgebiet reicht von Malesien bis „Papuasien“ und auf Inseln des nordwestlichen Pazifik. Das Pidgin-Wort garamut bezeichnet zugleich die aus dem Holz hergestellten Schlitztrommeln. - Vitex collina (Montrouz.) Beauvis.: Sie kommt im südlichen Vanuatu und in Neukaledonien vor. - Vitex columbiensis Pittier: Sie kommt in Kolumbien vor. - Vitex compressa Turcz.: Sie ist im tropischen Südamerika verbreitet und kommt auf südlichen Karibischen Inseln vor. - Vitex congolensis De Wild. & T.Durand: Das Verbreitungsgebiet reicht vom westlichen und zentralen tropischen Afrika bis Angola. - Vitex cooperi Standl.: Das Verbreitungsgebiet reicht von Zentralamerika bis Kolumbien. - Vitex coursii Moldenke (Syn.: Vitex pulchra Moldenke): Sie kommt in Madagaskar nur in der Provinz Toamasina vor. - Vitex cuspidata Hiern: Das Verbreitungsgebiet reicht vom westlichen und zentralen tropischen Afrika bis Angola. - Vitex cymosa Bertero ex Spreng.: Sie kommt in der Neotropis vor. - Vitex degeneriana Moldenke: Sie ist im nordöstlichen Brasilien verbreitet. - Vitex dinklagei Gürke: Sie kommt in Kamerun vor. - Vitex divaricata Sw.: Das Verbreitungsgebiet reicht von Kolumbien bis Venezuela und umfasst Inseln der Karibik. - Vitex diversifolia Kurz ex C.B.Clarke: Die Heimat sind die zentralen und südlichen Andamanen. - Vitex djumaensis De Wild.: Sie kommt in der Demokratischen Republik Kongo vor. - Vitex doniana Sweet (Syn.: Vitex chariensis A.Chev.): Das Verbreitungsgebiet umfasst das tropische Afrika und die Inseln im westlichen Indischen Ozean. - Vitex duboisii Moldenke: Die Heimat ist die Demokratische Republik Kongo. - Vitex duckei Huber: Die Heimat ist das nördliche Brasilien. - Vitex duclouxii Dop: Sie gedeiht in Dickichten entlang von Fließgewässern in Höhenlagen zwischen 1000 und 2300 Metern Tibet (nur Mêdog) und in den chinesischen Provinzen Sichuan sowie Yunnan. - Vitex eberhardtii Dop: Sie kommt in Laos und Vietnam vor. - Vitex elakelakensis Moldenke: Sie kommt in Madagaskar in den Provinzen Fianarantsoa sowie Toliara vor. - Vitex excelsa Moldenke: Sie kommt in zwei Varietäten vom nördlichen Brasilien und nördlichen Bolivien bis Peru vor: - Vitex excelsa var. excelsa: Sie kommt vom nördlichen Brasilien bis zum nördlichen Bolivien vor. - Vitex excelsa var. petiolata Moldenke: Sie kommt nur in Peru vor. - Vitex farafanganensis Moldenke: Sie ist in Madagaskar von wenigen Fundorten in der Provinz Fianarantsoa bekannt. - Vitex fischeri Gürke: Das Verbreitungsgebiet reicht vom Sudan bis Angola. - Vitex flava Ridl.: Sie kommt nur Sarawak auf Borneo vor. - Vitex flavens Kunth: Sie ist im tropischen Südamerika verbreitet. - Vitex floridula Duchass. & Walp.: Sie ist in Panama und Kolumbien verbreitet. - Vitex froesii Moldenke: Sie kommt im brasilianischen Bundesstaat Maranhão vor. - Vitex gabunensis Gürke: Die Heimat ist Gabun. - Vitex gamosepala Griff.: Sie ist in Thailand, Malaysia, Borneo und im nördlichen Sumatra verbreitet. - Vitex gardneriana Schauer: Sie ist im nordöstlichen Brasilien verbreitet. - Vitex gaumeri Greenm. (Syn.: Vitex longiracemosa Pittier): Sie ist vom südlichen Mexiko bis Zentralamerika verbreitet. - Vitex gigantea Kunth: Sie ist von Ecuador bis Peru verbreitet. - Vitex giorgii De Wild.: Die Heimat ist die südliche Demokratische Republik Kongo. - Vitex glabrata R.Br.: Das Verbreitungsgebiet reicht vom tropischen Asien bis ins nördliche Australien und zu den Marianen. - Vitex golungensis Baker: Sie kommt in Angola vor. - Vitex grandidiana W.Piep.: Sie kommt in Madagaskar nur in der südöstlichen Provinz Toliara vor. - Vitex grandifolia Gürke: Das Verbreitungsgebiet reicht von Westafrika bis zum tropischen Zentralafrika. - Vitex grisea Baker: Die Heimat ist Angola. - Vitex guanahacabibensis Borhidi: Sie kommt nur in Kuba vor. - Vitex guianensis Moldenke: Sie kommt in Guayana und in Französisch-Guayana vor. - Vitex harveyana H.Pearson: Das Verbreitungsgebiet reicht von Mosambik bis zum südlichen Afrika. - Vitex hemsleyi Briq.: Das Verbreitungsgebiet reicht vom südlichen Mexiko bis Zentralamerika. - Vitex heptaphylla A.Juss.: Sie kommt nur auf den karibischen Inseln Kuba bis Hispaniola vor. - Vitex hirsutissima Baker: Sie kommt in Madagaskar in den östlichen Provinzen Antsiranana sowie Toamasina vor. - Vitex hispidissima (Seem.) Callm. & Phillipson (Syn.: Vitex congesta Oliv.): Sie kommt in Madagaskar in den Provinzen Antsiranana sowie Toamasina vor. - Vitex holoadenon Dop: Sie kommt in Kambodscha vor. - Vitex holocalyx Baker: Die Heimat ist Angola. - Vitex humbertii Moldenke: Sie kommt in Madagaskar in den nördlichen Provinzen Antsiranana, Mahajanga sowie Toamasina vor. - Vitex hypoleuca Schauer: Sie kommt im brasilianischen Bundesstaat Bahia vor. - Vitex ibarensis Baker: Sie soll im westlichen Madagaskar vorkommen. - Vitex impressinervia Mildbr. ex Piep.: Die Heimat ist Kamerun. - Vitex integrifolia Urb.: Sie ist ein Endemit der Dominikanischen Republik. - Vitex iraquensis Moldenke: Sie kommt im Irak vor. - Vitex kapirensis De Wild.: Sie kommt in der Demokratischen Republik Kongo vor. - Vitex keniensis Turrill: Sie ist vom tropischen Ostafrika bis ins südliche Mosambik verbreitet. - Vitex klugii Moldenke: Sie ist im tropischen Südamerika weitverbreitet. - Vitex krukovii Moldenke: Sie kommt im brasilianischen Bundesstaat Amazonas vor. - Vitex kwangsiensis C.Pei: Sie ist ein Endemit nur in den Kreisen Longzhou und Ningming innerhalb des chinesischen Autonomen Gebiets Guangxi und wächst in Höhenlagen von 300 bis 600 Metern. - Vitex lanigera Schauer: Sie kommt in Madagaskar in den Provinzen Antananarivo, Fianarantsoa sowie Toliara vor. - Vitex lastellei Moldenke: Sie ist nur von wenigen Fundorten in der Provinz Fianarantsoa in Madagaskar bekannt. - Vitex leandrii Moldenke: Sie kommt in Madagaskar nur in der westlichzentralen Provinz Mahajanga vor. - Vitex lebrunii Moldenke: Sie kommt in der Demokratischen Republik Kongo vor. - Vitex lehmbachii Gürke: Die Heimat ist Kamerun. - Vitex leucoxylon L. f.: Sie ist von Pakistan bis Malaysia verbreitet. - Vitex lignum-vitae A.Cunn. ex Schauer: Sie kommt in den australischen Bundesstaaten Queensland und nordöstlichen New South Wales vor. - Vitex limonifolia Wall. ex C.B.Clarke: Sie kommt von Assam bis Indochina verbreitet. - Vitex lindenii Hook. f.: Die Heimat ist Kolumbien. - Vitex lobata Moldenke: Sie soll in Madagaskar vorkommen. - Vitex lokundjensis W.Piep.: Sie kommt in Kamerun und in der Demokratischen Republik Kongo vor. - Vitex longipetiolata Gürke: Sie ist vom tropischen Westafrika bis Angola verbreitet. - Vitex longisepala King & Gamble: Sie ist in Thailand und Malaysia verbreitet. - Vitex lowryi Callm., Phillipson & G.E.Schatz: Sie wurde 2014 aus der Provinz Antsiranana in Madagaskar erstbeschrieben. Von dieser gefährdeten Art sind nur wenige Fundorte bekannt. - Vitex lucens Kirk (Syn.: Vitex littoralis A.Cunn.): Die Heimat ist die Nordinsel von Neuseeland und sie wird dort Puriri genannt. - Vitex lundensis Gürke: Die Heimat ist die Demokratische Republik Kongo. - Vitex lutea Exell: Die Heimat ist die angolanische Provinz Cabinda. - Vitex macrofoliola Moldenke: Die Heimat ist Papua-Neuguinea. - Vitex madagascariensis Moldenke: Sie kommt in Madagaskar in den Provinzen Fianarantsoa sowie Toamasina vor. - Vitex madiensis Oliv.: Die zwei Unterarten sind im tropischen Afrika verbreitet: - Vitex madiensis subsp. madiensis: Sie kommt im tropischen Afrika vor. - Vitex madiensis subsp. milanjiensis (Britten) F.White: Sie kommt von Burundi bis zum südlichen tropischen Afrika vor. - Vitex maranhana Moldenke: Sie kommt im brasilianischen Bundesstaat Maranhão vor. - Vitex marquesii W.Piep.: Sie kommt in Angola vor. - Vitex martii Moldenke: Sie kommt in den brasilianischen Bundesstaaten Bahia und Minas Gerais vor. - Vitex masoalensis G.E.Schatz: Sie ist nur von wenigen Fundorten in der Provinz Toamasina in Madagaskar bekannt. - Vitex masoniana Pittier: Sie kommt in Panama und in Kolumbien vor. - Vitex medusicalyx H.J.Lam: Die Heimat ist das nördliche Sumatra. - Vitex megapotamica (Spreng.) Moldenke: Ihr Verbreitungsgebiet reicht von Brasilien bis Argentinien. - Vitex melicopea F.Muell.: Sie ist in Queensland beheimatet. - Vitex menabeensis Capuron: Sie kommt in Madagaskar in den Provinzen Antsiranana sowie Mahajanga vor. - Vitex micrantha Gürke: Sie ist vom tropischen Westafrika bis Kamerun verbreitet. - Vitex microphylla Moldenke: Sie kommt im südlichen Madagaskar vor. - Vitex millsii M.R.Hend.: Ihre Heimat ist Malaysia. - Vitex milnei W.Piep.: Sie ist ein Endemit der Insel Bioko im Golf von Guinea. - Vitex mollis Kunth: Sie ist in Mexiko verbreitet. - Vitex mombassae Vatke: Ihr Verbreitungsgebiet reicht von Kenia bis zum südlichen Afrika. - Vitex morogoroensis Walsingham & S.Atkins: Ihre Heimat ist Tansania. - Vitex mossambicensis Gürke: Ihre Heimat ist Mosambik und das südliche Tansania. - Vitex negundo L.: Die vier Varietäten sind vom südlichen Somalia bis Mosambik und im tropischen bis subtropischen Asien sowie auf den Marianen verbreitet. - Vitex negundo var. cannabifolia (Siebold & Zucc.) Hand.-Mazz.: Sie kommt vom südlichen China bis Indien und zur Malaiischen Halbinsel vor. - Vitex negundo var. microphylla Hand.-Mazz.: Sie kommt in Tibet, Sichuan und Yunnan vor. - Vitex negundo var. negundo: Sie kommt vom südlichen Somalia bis Mosambik und zum tropischen und subtropischen Asien vor und außerdem auf den Marianen. - Vitex negundo var. thyrsoides C.Pei & S.L.Liou: Sie kommt in Sichuan und Guangdong vor. - Vitex nlonakensis Engl. ex G.Piep.: Ihre Heimat ist Kamerun. - Vitex novae-pommeraniae Warb.: Ihre Heimat ist Neuguinea und der Bismarck-Archipel. - Vitex obovata E.Mey.: Ihr Verbreitungsgebiet reicht von Mosambik bis ins südliche Afrika. - Vitex orinocensis Kunth: Sie ist im tropischen Südamerika weitverbreitet. Miz zwei Varietäten: - Vitex orinocensis var. multiflora (Miq.) Huber: Sie kommt im tropischen Südamerika vor. - Vitex orinocensis var. orinocensis: Sie kommt von Kolumbien bis Venezuela vor. - Vitex oscitans Moldenke: Sie ist nur von wenigen Fundorten in der Provinz Toamasina in Madagaskar bekannt. - Vitex oxycuspis Baker: Sie ist vom tropischen Westafrika bis Angola verbreitet. - Vitex pachyclada Baker: Sie kommt in Madagaskar vor. - Vitex panshiniana Moldenke: Sie ist im tropischen Südamerika weitverbreitet. - Vitex parviflora A.Juss., Syn.: Vitex littoralis Decne.: Das Verbreitungsgebiet reicht von den Philippinen bis zu den Sundainseln. - Vitex patula E.A.Bruce: Das Verbreitungsgebiet reicht vom Mosambik bis zu den südafrikanischen Provinzen KwaZulu-Natal sowie Limpopo. - Vitex payos (Lour.) Merr., Syn.: Vitex eylesii S.Moore: Das Verbreitungsgebiet reicht von Kenia bis ins tropische südliche Afrika. - Vitex peduncularis Wall. ex Schauer: Sie ist in Indien, Bangladesch, Nepal, Myanmar, Laos, Kambodscha, Thailand, Vietnam und im südlichen Yunnan verbreitet. - Vitex perrieri Danguy: Sie kommt in Madagaskar in der Provinz Mahajanga vor. - Vitex pervillei Baker: Die zwei Varietäten kommen in Madagaskar und auf den Seychellen vor. - Vitex petersiana Klotzsch: Sie ist im tropischen südlichen Afrika verbreitet. - Vitex phaeotricha Mildbr. ex Piep.: Sie ist vom tropischen Westafrika bis Angola verbreitet. - Vitex phillyreifolia Baker: Sie kommt in Madagaskar nur in der Provinz Toamasina vor, es sind nur wenige Fundorte bekannt. - Vitex pierreana Dop: Sie kommt in Laos, Vietnam und auf Hainan vor. - Vitex pierrei Craib: Sie kommt in Thailand und in Vietnam vor. - Vitex pinnata L.: Sie im tropischen Asien verbreitet. - Vitex poggei Gürke: Sie kommt in der Demokratischen Republik Kongo vor. - Vitex polygama Cham.: Das Verbreitungsgebiet reicht von Brasilien bis Bolivien. - Vitex pooara Corbishley: Das Verbreitungsgebiet reicht von Namibia bis Transvaal. - Vitex praetervisa Borhidi: Sie kommt nur in Kuba vor. - Vitex pseudocuspidata Mildbr. ex Piep.: Die Heimat ist Kamerun. - Vitex pseudolea Rusby: Sie kommt in Peru und Bolivien vor. - Vitex pulchra Moldenke: Die Heimat ist das östliche Madagaskar. - Vitex pyramidata B.L.Rob.: Die Heimat ist Mexiko. - Vitex queenslandica (Munir) Bramley: Die Heimat ist nur das nordöstliche Queensland. - Vitex quinata (Lour.) F.N.Williams: Sie ist von Indien über Thailand und China bis Malaysia, Indonesien, Japan und den Philippinen verbreitet. - Vitex regnelliana Moldenke: Die Heimat ist Brasilien. - Vitex rehmannii Gürke: Das Verbreitungsgebiet reicht von Mosambik bis ins südliche Afrika. - Vitex resinifera Moldenke: Sie kommt im westlichen Madagaskar vor. - Vitex rivularis Gürke: Das Verbreitungsgebiet reicht vom tropischen Westafrika bis Angola. - Vitex rubra Moldenke: Sie kommt im zentralen Madagaskar vor. - Vitex rubroaurantiaca De Wild.: Die Heimat ist die Demokratische Republik Kongo. - Vitex rufescens A.Juss.: Die Heimat ist das zentrale und östliche Brasilien. - Vitex sampsonii Hance: Sie gedeiht in Höhenlagen von 400 bis 600 Metern in den chinesischen Provinzen Guangdong, Guangxi, Hunan sowie Jiangxi. - Vitex scabra Wall. ex Schauer: Sie kommt in Myanmar vor. - Vitex scandens Moldenke: Sie kommt von Neuguinea bis zum Bismarck-Archipel vor. - Vitex schaueriana Moldenke: Die Heimat ist Brasilien. - Vitex schliebenii Moldenke: Das Verbreitungsgebiet reicht vom südlichen Somalia bis Mosambik. - Vitex schomburgkiana Schauer: Das Verbreitungsgebiet reicht von Venezuela bis zum nördlichen Brasilien. - Vitex schunkei Moldenke: Die Heimat ist Ecuador und Peru. - Vitex seineri Gürke ex Piep.: Die Heimat ist Sambia. - Vitex sellowiana Cham.: Die Heimat ist Brasilien. - Vitex seretii De Wild.: Sie kommt in der Demokratischen Republik Kongo vor. - Vitex siamica F.N.Williams: Das Verbreitungsgebiet reicht von Thailand bis Malaysia. - Vitex snethlagiana Huber ex Moldenke: Die Heimat ist der brasilianische Bundesstaat Pará. - Vitex sprucei Briq.: Das Verbreitungsgebiet reicht vom südöstlichen Kolumbien bis zum nördlichen Brasilien. - Vitex stahelii Moldenke: Das Verbreitungsgebiet umfasst Kolumbien und das nördliche Südamerika. - Vitex stellata Moldenke: Sie gedeiht in Wäldern und auf Inselbergen in Madagaskar nur in der nördlichen Provinz Antsiranana. - Vitex strickeri Vatke & Hildebr.: Das Verbreitungsgebiet reicht vom südlichen Somalia bis Tansania. - Vitex stylosa Dop: Die Heimat ist Vietnam. - Vitex teloravina Baker: Sie kommt in Madagaskar vor, es gibt nur zwei Fundortangaben. - Vitex thailandica Bramley: Die Heimat ist Thailand. - Vitex thomasii De Wild.: Die Heimat ist die Demokratische Republik Kongo. - Vitex thonneri De Wild.: Die Heimat ist das tropische Westafrika und das zentrale Afrika, wo sie in zwei Varietäten vorkommt. - Vitex thorelii Dop: Die Heimat ist Kambodscha. - Vitex thyrsiflora Baker: Sie ist vom tropischen Westafrika bis Mosambik verbreitet. - Vitex tomentosa (Munir) Bramley: Die Heimat ist Papua-Neuguinea. - Vitex tomentulosa Moldenke: Die Heimat ist Kuba. - Vitex trichantha Baker: Sie kommt in Madagaskar in den Provinzen Fianarantsoa sowie Toamasina vor. - Vitex triflora Vahl: Sie ist im tropischen Südamerika verbreitet. - Vitex trifolia L. (inkl. Vitex rotundifolia L.f.; Syn.: Vitex indica Mill. nom. superfl., Vitex integerrima Mill. nom. superfl., Vitex variifolia Salisb. nom. superfl., Vitex trifolia var. trifoliolata Schauer nom. illeg., Vitex agnus-castus var. trifolia (L.) Kurz, Vitex rotundifolia L. f., Vitex ovata Thunb., Vitex trifolia var. simplicifolia Cham., Vitex repens Blanco, Vitex trifolia var. unifoliolata Schauer, Vitex trifolia var. obovata Benth. nom. superfl., Vitex agnus-castus var. ovata (Thunb.) Kuntze, Vitex ovata var. subtrisecta Kuntze, Vitex trifolia var. ovata (Thunb.) Makino nom. superfl.): Sie ist in zwei Unterarten und einer Varietät von Somalia bis Mosambik, Madagaskar, Asien, Australien und auf pazifischen Inseln verbreitet. - Vitex trifolia subsp. litoralis Steenis: Sie kommt vom tropischen und subtropischen Asien bis zu den Inseln des Pazifik vor. - Vitex trifolia var. taihangensis (L.B.Guo & S.Q.Zhou) S.L.Chen: Sie kommt in der chinesischen Provinz Shanxi vor. - Vitex trifolia subsp. trifolia: Sie kommt vom südlichen Somalia bis Mosambik und bis zu den Inseln im Pazifik vor. - Vitex tripinnata (Lour.) Merr.: Sie kommt in Kambodscha, Vietnam und in der chinesischen Provinz Hainan vor. - Vitex tristis Scott-Elliot: Sie kommt in Madagaskar nur in der südlichen Provinz Toliara vor. - Vitex turczaninowii Merr.: Sie kommt von Java bis zu den Philippinen vor. - Vitex ugogoensis Verdc.: Sie kommt in Tansania vor. - Vitex umbrosa Sw.: Sie kommt auf Jamaika vor. - Vitex uniflora Baker: Sie gedeiht an Felsen auf Inselbergen in Madagaskar nur in der zentralen Provinz Fianarantsoa. - Vitex urceolata C.B.Clarke: Sie kommt von Indochina bis ins westliche Malesien vor. - Vitex vansteenisii Moldenke: Sie kommt nur im nördlichen Sumatra vor. - Vitex vauthieri DC. ex Schauer: Sie kommt in Brasilien vor. - Vitex velutinifolia Munir: Sie kommt im nordwestlichen Australien vor. - Vitex venulosa Moldenke: Sie kommt in der Demokratischen Republik Kongo vor. - Vitex vermoesenii De Wild.: Sie kommt in Zentralafrika vor. - Vitex vestita Wall. ex Schauer: Sie ist in Südostasien verbreitet. - Vitex vitilevuensis (Munir) Bramley: Sie kommt nur auf der Fidschi-Insel Viti Levu vor. - Vitex vondrozensis Moldenke: Sie soll in Madagaskar vorkommen. - Vitex waterlotii Danguy: Sie kommt in Madagaskar nur in der nördlichen Provinz Antsiranana vor. - Vitex wellensii De Wild.: Sie kommt in der Demokratische Republik Kongo und Gabun vor. - Vitex welwitschii Gürke: Sie ist vom westlichen-zentralen bis ins südliche Afrika verbreitet. - Vitex wimberleyi Kurz: Sie kommt nur auf den Andamanen vor. - Vitex yaundensis Gürke: Dieser Endemit aus Kamerun war nur vom Typusmaterial in Yaoundé bekannt bis 1999 eine zweite Aufsammlung im Mungo River-Waldreservat erfolgte. - Vitex yunnanensis W.W.Sm.: Sie gedeiht in Höhenlagen von 1800 bis 3500 Metern in Sichuan und Yunnan. - Vitex zanzibarensis Vatke: Sie ist im östlichen tropischen Afrika verbreitet. - Vitex zenkeri Gürke: Sie ist im westlichen und im zentralen tropischen Afrika weitverbreitet. - Vitex zeyheri Sond. ex Schauer: Sie ist im südlichen Afrika verbreitet. Nicht mehr der Gattung Vitex zugeordnet wird seit 2012: - Vitex leichhardtii F.Muell. → Gmelina leichhardtii (F.Muell.) Benth. |